# Anna Txakvetadze
Anna Djambulilevna Txakvetadze (rus: Анна Джамбулилевна Чакветадзе); Moscou, Unió Soviètica, 5 de març de 1987) és una jugadora de tennis professional russa retirada.
Va guanyar un total de vuit títols individuals en el circuit WTA i va arribar al cinquè lloc del rànquing individual l'any 2007. En la modalitat de dobles femenins no va aconseguir cap títol en el circuit WTA. Va formar part de l'equip rus de la Fed Cup i va ser integrant de l'equip que es va imposar en les edicions de 2007 i 2008.
Es va retirar l'any 2013 degut a una lesió a l'esquena persistent. Posteriorment va treballar com a comentarista al canal Eurosport per Rússia.

## Palmarès

### Individual: 9 (8−1)
| Abans de 2009                | Després de 2009         |
| ---------------------------- | ----------------------- |
| Grand Slam (0−0)             |                         |
| WTA Tour Championships (0−0) |                         |
| Tier I (1−0)                 | Premier Mandatory (0−0) |
| Tier II (2−1)                | Premier 5 (0−0)         |
| Tier III (3−0)               | Premier (0−0)           |
| Tier IV i V (1−0)            | International (1−0)     |

| Títols per superfície |
| --------------------- |
| Dura (6−1)            |
| Gespa (1−0)           |
| Terra batuda (0−0)    |
| Moqueta (1−0)         |

| Resultat   | Núm. | Data                 | Torneig                         | Superfície  | Oponent             | Marcador         |
| ---------- | ---- | -------------------- | ------------------------------- | ----------- | ------------------- | ---------------- |
| Guanyadora | 1.   | 1 d'octubre de 2006  | Canton, Xina                    | Dura        | A. Medina Garrigues | 6−3, 6−4         |
| Guanyadora | 2.   | 15 d'octubre de 2006 | Moscou, Rússia                  | Moqueta (i) | Nàdia Petrova       | 6−4, 6−4         |
| Guanyadora | 3.   | 12 de gener de 2007  | Hobart, Austràlia               | Dura        | Vasilisa Bardina    | 6−3, 7−6(3)      |
| Guanyadora | 4.   | 25 de juny de 2007   | 's-Hertogenbosch, Països Baixos | Gespa       | Jelena Janković     | 7−6(2), 3−6, 6−3 |
| Guanyadora | 5.   | 22 de juliol de 2007 | Cincinnati, Estats Units        | Dura        | Akiko Morigami      | 6−1, 6−3         |
| Guanyadora | 6.   | 29 de juliol de 2007 | Stanford, Estats Units          | Dura        | Sania Mirza         | 6−3, 6−2         |
| Guanyadora | 7.   | 10 de febrer de 2008 | París, França                   | Dura (i)    | Ágnes Szávay        | 6−3, 2−6, 6−2    |
| Finalista  | 1.   | 23 d'agost de 2008   | New Haven, Estats Units         | Dura        | Caroline Wozniacki  | 6−3, 4−6, 1−6    |
| Guanyadora | 8.   | 25 de juliol de 2010 | Portorož, Eslovènia             | Dura        | Johanna Larsson     | 6−1, 6−2         |

### Dobles femenins: 6 (0−6)
| Abans de 2009                | Després de 2009         |
| ---------------------------- | ----------------------- |
| Grand Slam (0−0)             |                         |
| WTA Tour Championships (0−0) |                         |
| Tier I (0−1)                 | Premier Mandatory (0−0) |
| Tier II (0−2)                | Premier 5 (0−0)         |
| Tier III (0−0)               | Premier (0−0)           |
| Tier IV i V (0−0)            | International (0−3)     |

| Títols per superfície |
| --------------------- |
| Dura (0−6)            |
| Gespa (0−0)           |
| Terra batuda (0−0)    |

| Resultat  | Núm. | Data                   | Torneig                 | Superfície | Parella           | Oponents                             | Marcador         |
| --------- | ---- | ---------------------- | ----------------------- | ---------- | ----------------- | ------------------------------------ | ---------------- |
| Finalista | 1.   | 24 de setembre de 2006 | Pequín, Xina            | Dura       | Ielena Vesninà    | V. Ruano Pascual Paola Suárez        | 2−6, 4−6         |
| Finalista | 2.   | 29 de juliol de 2007   | Stanford, Estats Units  | Dura       | Viktória Azàrenka | Sania Mirza Shahar Pe'er             | 4−6, 6−7(5)      |
| Finalista | 3.   | 5 d'agost de 2007      | San Diego, Estats Units | Dura       | Viktória Azàrenka | Cara Black Liezel Huber              | 5−7, 4−6         |
| Finalista | 4.   | 14 de febrer de 2010   | Pattaya, Tailàndia      | Dura       | Ksenia Pervak     | Marina Erakovic Tamarine Tanasugarn  | 5−7, 1−6         |
| Finalista | 5.   | 25 de juliol de 2010   | Portorož, Eslovènia     | Dura       | Marina Erakovic   | Maria Kondratieva Vladimíra Uhlířová | 4−6, 6−2, [7−10] |
| Finalista | 6.   | 16 de setembre de 2012 | Taixkent, Uzbekistan    | Dura       | Vesna Dolonc      | Paula Kania Polina Pekhova           | 2−6, retirada    |

### Equips: 1 (1−0)
| Resultat   | Núm. | Data                      | Torneig                 | Superfície | Equip                                            | Oponents                                                          | Marcador |
| ---------- | ---- | ------------------------- | ----------------------- | ---------- | ------------------------------------------------ | ----------------------------------------------------------------- | -------- |
| Guanyadora | 1.   | 15−16 de setembre de 2007 | Fed Cup, Moscou, Rússia | Dura (i)   | Svetlana Kuznetsova Nàdia Petrova Ielena Vesninà | Flavia Pennetta Mara Santangelo Francesca Schiavone Roberta Vinci | 4−0      |

## Trajectòria

### Individual
| Open d'Austràlia | A   | 2R    | 2R    | QF    | 3R    | 2R    | 1R    | 2R  | 1R  | 0 / 8     | 10 – 8    |
| Roland Garros | A   | 3R    | 2R    | QF    | 2R    | 1R    | 1R    | A   | A   | 0 / 6     | 8 – 6     |
| Wimbledon | A   | 1R    | 3R    | 3R    | 4R    | 1R    | 2R    | 1R  | A   | 0 / 7     | 8 – 7     |
| US Open | 3R  | 3R    | 4R    | SF    | 1R    | 2R    | 1R    | A   | A   | 0 / 7     | 13 – 7    |
| WTA Tour Championships | A   | A     | A     | SF    | A     | A     | A     | A   | A   | 0 / 1     | 2 – 2     |
| Total Victòries–Derrotes | 2−3 | 24−21 | 37−20 | 59−20 | 27−23 | 15−19 | 18−15 | 3−8 | 3−8 | 188 – 137 | 188 – 137 |
| Rànquing a final d'any | 84  | 33    | 13    | 6     | 18    | 70    | 56    | 230 | 222 |           |           |
| Llegenda: G: Guanyadora; F: Finalista; SF: Semifinalista; QF: Quarts de final; Q: Qualificació; A: Absent; RR: Round Robin; |     |       |       |       |       |       |       |     |     |           |           |

### Dobles femenins
| Open d'Austràlia | A   | 1R | 1R | 1R  | 1R  | 1R  | 1R   | 0 / 6 | 0 – 6 |
| Roland Garros | 2R  | QF | 1R | A   | 1R  | A   | A    | 0 / 4 | 4 – 4 |
| Wimbledon | 1R  | 1R | 2R | A   | 2R  | 1R  | 1R   | 0 / 6 | 2 – 6 |
| US Open | 1R  | 3R | 1R | A   | 1R  | A   | A    | 0 / 4 | 2 – 4 |
| Rànquing a final d'any | 280 | 68 | 75 | 285 | 304 | 134 | 1123 |       |       |
| Llegenda: G: Guanyadora; F: Finalista; SF: Semifinalista; QF: Quarts de final; Q: Qualificació; A: Absent; RR: Round Robin; |     |    |    |     |     |     |      |       |       |

### Dobles mixts
| Open d'Austràlia | A  | 1R | A | A  | A  | 0 / 1 | 0 – 1 |
| Roland Garros | A  | 1R | A | A  | A  | 0 / 1 | 0 – 1 |
| Wimbledon | 2R | 1R | A | A  | 1R | 0 / 3 | 1 – 3 |
| US Open | A  | A  | A | 1R | A  | 0 / 1 | 0 – 1 |
| Llegenda: G: Guanyadora; F: Finalista; SF: Semifinalista; QF: Quarts de final; Q: Qualificació; A: Absent; RR: Round Robin; |    |    |   |    |    |       |       |